# کرستن نایسر
کرستن نایسر (انگلیسی: Kersten Neisser؛ زادهٔ ۴ مهٔ ۱۹۵۶) قایقران روئینگ اهل آلمان شرقی بود.
وی در مسابقات کشوری و بین‌المللی در مجموع برندهٔ ۳ مدال طلا، ۱ مدال نقره شده‌است.